# Жижица (река)
Жижица — река в Куньинском районе Псковской области, правый приток Западной Двины.
Длина реки составляет около 25 км. Вытекает из юго-восточной части озера Жакто (связано с Жижицким озером). Высота истока — 166,3 м над уровнем моря. Далее течёт с изгибами сперва на юго-восток, затем на восток. После деревни Прилуки, поворачивает в северо-восточном направлении, затем снова на юго-восток, восток. После нежилой деревни Наполки, поворачивает на юг, затем на юго-восток. В низовье, в южном направлении течения, погранично с Западнодвинским районом Тверской области, впадает в Западную Двину.
Прибрежные деревни: Ямище, Ерохино, Прилуки, Мелюшаты, Зубари в составе Каськовской волости Куньинского района.
У деревни Юхово (современное Ямище) на правом берегу реки Жижица было обнаружено поселение людей эпохи позднего неолита.